# The Estate – Erben leicht verkackt
The Estate – Erben leicht verkackt (Originaltitel The Estate) ist ein britisch-US-amerikanischer Spielfilm aus dem Jahr 2022 von Dean Craig mit Toni Collette, Anna Faris, David Duchovny, Rosemarie DeWitt und Kathleen Turner. In den Vereinigten Staaten kam die Schwarze Komödie am 4. November 2022 in die Kinos. In Deutschland wurde der Film am 18. März 2023 auf Sky veröffentlicht.

## Handlung
Macey und Savanna sind Schwestern, deren Café vor dem finanziellen Aus steht, die Bank verweigert einen neuen Kredit. In dieser Situation erfahren die beiden von deren Mutter Diane, dass ihre wohlhabende und kinderlose Tante Hilda an Krebs erkrankt ist und nicht mehr lange zu leben hat. Obwohl deren Mutter und Hilda zerstritten sind, machen sich die Schwestern auf den Weg zu Hildas Anwesen, das auf 20 Millionen US-Dollar geschätzt wird, weil sie auf eine Erbschaft hoffen. Dort müssen die beiden aber feststellen, dass außer ihnen auch noch deren Cousin Richard, genannt „Dick“, und Cousine Beatrice mit ihrem Mann James dieselbe Idee hatten.
Macey, Savanna, Dick und Beatrice versuchen sich in Nettigkeiten zu überbieten und sich bei Hilda einzuschleimen, um deren Erbe zu erhalten. Unter anderem wünscht sich Hilda ihren Jugendschwarm Bill nochmals zu sehen, bevor sie stirbt. Macey und Savanna schaffen es, Bill ausfindig zu machen und arrangieren ein Treffen zwischen Hilda und Bill. Bill wurde wegen Exhibitionismus verurteilt, Hilda ist allerdings der Meinung, dass jeder eine zweite Chance verdient und Hilda beschließt Bill zu heiraten. Damit würde allerdings Hildas Erbe nach ihrem Tod ihrem Ehegatten zufallen. Die Vier beschließen daher, die Hochzeit zu verhindern. Dafür bleiben ihnen aber nur wenige Stunden.
Savannah schlägt vor, Hilda davon zu überzeugen, dass Bill noch immer ein Exhibitionist ist. Bill erwähnte zuvor, dass er sich nur entblößt, wenn er betrunken ist. Zwar gelingt es Beatrice Bill betrunken zu machen, allerdings schläft er bald darauf ein ohne sich zu entblößen. Daher holt Macey Bills Penis aus dessen Hose, Hilda findet Bill so auf und jagt ihn von ihrem Anwesen. Noch auf dem Totenbett bringt Beatrice Hilda ein Schriftstück, das sie unterzeichnet. Nach Hildas Beerdigung eröffnet der Anwalt, dass das Anwesen rund 17,4 Millionen US-Dollar Wert ist. Allerdings hatte sie massive Schulden, sodass nach Tilgung dieser kein Vermögen überbleibt. Davon unabhängig hatte Hilda Macey gesondert ein Gemälde hinterlassen. Wieder zuhause fällt aus dessen Bilderrahmen ein Schreiben, nach dem das Gemälde 4,3 Millionen US-Dollar wert ist.

## Synchronisation
Die deutschsprachige Synchronisation übernahm die Neue Tonfilm München. Dialogregie führte Eva Schaaf, die auch das Dialogbuch schrieb.
| Rolle          | Darsteller             | Synchronsprecher   |
| -------------- | ---------------------- | ------------------ |
| Macey          | Toni Collette          | Christin Marquitan |
| „Dick“ Richard | David Duchovny         | Benjamin Völz      |
| Savannah       | Anna Faris             | Marie Bierstedt    |
| Beatrice       | Rosemarie DeWitt       | Melanie Manstein   |
| Tante Hilda    | Kathleen Turner        | Katja Brügger      |
| James          | Ron Livingston         | Pascal Breuer      |
| Ellen          | Keyla Monterroso Mejia | Maresa Sedlmeir    |
| Bill           | Danny Vinson           | Hans Bayer         |
| Diane          | Patricia French        | Angelika Bender    |
| Geoff          | Gichi Gamba            | Ole Pfennig        |
| Priester       | Eric Esteban           | Uwe Kosubek        |
| Ärztin         | Kim Baptiste           | Caroline Ebner     |
| Anwalt         | Billy Slaughter        | Maximilian Laprell |

## Produktion
Die Dreharbeiten fanden im Februar und März 2022 in New Orleans statt. Produziert wurde der Film von Signature Films (Produzenten Marc Goldberg und Sarah Gabriel), Pretty Matches (Produzenten Sarah Jessica Parker und Alison Benson) und Capstone Studios. Die Kamera führte Darin Moran, die Musik schrieb Will Bates und die Montage verantwortete Annette Davey. Das Kostümbild gestaltete Dana Marie Embree und das Szenenbild Austin Gorg.

## Rezeption
Oliver Armknecht bewertete den Film auf film-rezensionen.de mit fünf von zehn Punkten. Das Szenario klinge eigentlich vielversprechend, viel draus gemacht wurde nicht, statt bissigen Humors sei Berieselung angesagt, das prominente Ensemble bekomme zu wenig zu tun.
Dani Maurer vergab auf outnow.ch 3,5 von 6 Sternen, der Film sei anständig gespielt, biete eine teils recht freche Story und Darsteller, die gut aufgelegt sind. Am Ende sei es kein großer Film geworden, aber immerhin etwas, das man sich ohne große Probleme angucken und sich darüber amüsieren könne.